# 1492 w literaturze
Wydarzenia literackie w 1492 roku.

## Urodzili się
- Pietro Aretino, włoski pisarz

## Zmarli
- Maulana Dżami, perski poeta